# Robert Bruce Horsfall

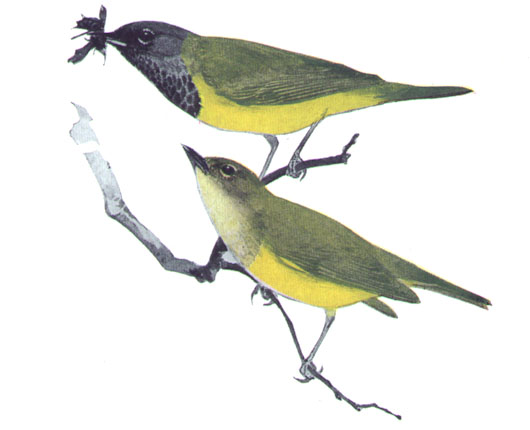
Paruline des buissons, extrait des Warblers of North America de Frank Michler Chapman (1907).

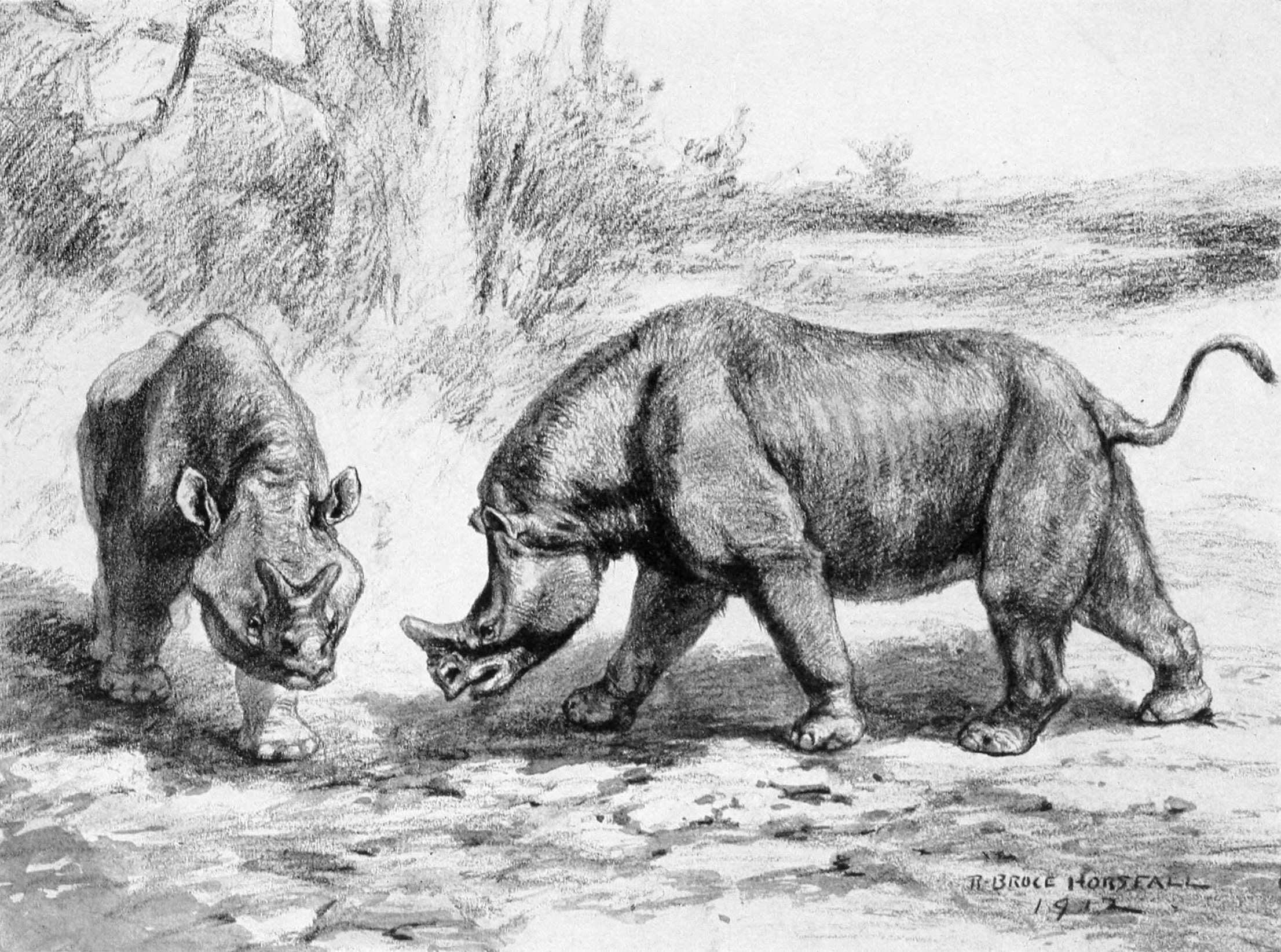
Reconstitution de Megacerops, 1913.

Robert Bruce Horsfall (21 octobre 1869 – 24 mars 1948) est un illustrateur animalier américain. Il a participé à de nombreux ouvrages du début du XXe siècle, notamment les Warblers of North America (fauvettes d'Amérique du Nord) de Frank Michler Chapman (1907).

## Publications
- American Land Birds d'Alice E. Ball ; illustrations de Robert Bruce Horsfall. New York : Tudor, 1936.
- Bird and Animal Paintings de R. Bruce Horsfall ; texte de Carra E. Horsfall. Washington, D.C., Nature magazine, 1930
- Birds of California : une introduction à plus de 300 oiseaux communs de cet État et des îles voisines, avec une liste complémentaire de migrateurs, de visiteurs accidentels et de sous-espèces hypothétiques, par Irene Grosvenor Wheelock ; avec 10 planches et 78 dessins dans le texte de Bruce Horsfall. Chicago : A.C. McClurg, 1904, 1912.
- Birds of North Carolina, de Thomas Gilbert Pearson, Clement Samuel Brimley et Herbert Hutchinson Brimley, illustrations de Rex Brasher, Robert Bruce Horsfall et Roger Tory Peterson. North Carolina Department of Agriculture, State Museum Division. Raleigh, Bynum Printing Company, 1942.
- Birds of the Pacific Coast, de Willard Ayres Eliot, comprenant une courte notice sur la distribution et l'habitat de 118 oiseaux plus ou moins communs sur la Côte Pacifique et la Colombie-Britannique, avec 56 planches en couleur de R. Bruce Horsfall. New York : G.P. Putnum's Sons, 1923
- Familiar Birds of the Northwest: Covering Birds Commonly Found in Oregon, Washington, Idaho, Northern California, and Western Canada de Harry B. Nehls ; avec des peintures de R. Bruce Horsfall et al.. Portland, Or. : Portland Audubon Society, 1981.
- A Year with the Birds d'Alice E. Ball ; illustrations de Robert Bruce Horsfall. New York: Gibbs & Van Vleck, 1916, 1917.
- Songs of the Open, paroles et musique de Grace Keir, illustrations de Robert Bruce Horsfall : Carl Fischer, Inc. New York 1927.